# André Malinet
André Henri Malinet, född 28 juni 1877 i Épernay i Marne, död 20 maj 1956 i Paris, var en fransk vinteridrottare som var aktiv inom konståkning under 1920-talet. Han medverkade vid olympiska vinterspelen 1924 i singel herrar, där han kom på elfte plats.